# قائمة صواريخ مضادة للدروع
قائمة صاروخ موجه مضاد للدروع حسب البلد.

## الصين
- اتش ج -8
- ماليوتكا

## فرنسا
- الصاروخ ميلان

## ألمانيا
- الصاروخ ميلان

## إسرائيل
- بي جي إم-71 تاو
- لاهات
- سبايك (صاروخ)
- نمرود(صاروخ)

## باكستان
- اتش ج -8

## الاتحاد السوفيتيوروسيا
- ماليوتكا
- 9م113 كونكورس
- 9إم133 كورنت
- كرزنتما

## الولايات المتحدة
- إم 47 دراغون (لم يعد في الخدمة)
- إف جي أم-148 جافلن (في الخدمة)
- بي جي إم-71 تاو (في الخدمة)
- إيه جي إم-114 هيلفاير (في الخدمة)

## وصلات خارجية
- Spain signs Spike-LR anti-tank deal[وصلة مكسورة] Jane's Defence Industry, January 2007
- Red Arrow 8L gains greater capabilities[وصلة مكسورة] Extract from article about Chinese ATGW system, August 2006
- Antitank weapons at armscontrol.ru.
- Designations of Soviet and Russian Military Aircraft and Missiles